# Березин, Михаил Гаврилович
Михаил Гаврилович Березин (1757 — после 1830) — академик архитектуры Императорской Академии художеств.

## Биография
Поступил в Императорскую Академию художеств (1767). Получил медали: малая серебряная (1774), большая серебряная медаль (1776) за архитектурную композицию, представлявшую театр, малая золотая медаль (1777) за исполнение программы «По заданному положению места расположить дом со всеми его выгодами», большая золотая медаль (1778). Выпущен из Академии художником с аттестатом 1-й степени (1779). Отправлен за границу в качестве пенсионера Академии художеств (1779).
Получил звание «назначенного в академики» (1784).
Звание академика (1785) за проект Казанской церкви.
Уехал на службу в Архангельск. По его проектам в конце 1780-х годов были выстроены новые производственные и административные здания Александровского пушечно-литейного завода. В 1806 году состоял архитектором при адмиралтействе, и Академия художеств рекомендовала его военному губернатору Архангельской и Олонецкой губерний, как известного своими постройками, весьма опытного архитектора.